# Cap Mariato
Le cap Mariato (en espagnol : Punta Mariato) est un cap situé dans l'ouest du Panama, le point le plus méridional de la péninsule d'Azuero, dans la Veraguas.

## Description
Le cap Mariato est inhabité et recouvert de mangrove et de forêt tropicale. Elle fait partie de la grande réserve naturelle de 33.400 hectares du Parque nacional Cerro Hoya. La réserve, qui s'étend dans la province voisine de Los Santos, est classée comme réserve de la biosphère par l'UNESCO.
La région est difficile à atteindre car il y a peu de routes mais les eaux autour du cap sont populaires pour le surf et la pêche sportive.
Au bout de ce cap on trouve le phare du cap Mariato.

## Zone protégée
Le parc national du cerro Hoya (es) qui été créé le 2 octobre 1984, est classé en catégorie II par l'IUCN et abrite la majeure partie de l'habitat de jungle restant dans la région d'Azuero. Il abrite également un certain nombre d'espèces en voie de disparition.